# 劍維體育場
劍維體育場（Aveva Stadium）是一座位於美國德克薩斯州休士頓的橄欖球場，是休士頓體育公園的一部分，是美國職業橄欖球大聯盟休士頓劍齒虎的主場。奠基儀式於2018年7月24日舉行。

## 外部連結
- 休士頓劍齒虎網站 （页面存档备份，存于）